# Dendrolimus pini
Dendrolimus pini là một loài côn trùng trong họ Lasiocampidae. Loài này được Linnaeus miêu tả khoa học đầu tiên năm 1758.
Đây là loài gây hại của cây Pinus sylvestris, phát triển phổ biến ở Belarus.